# Женская сборная Италии по волейболу
Женская национальная сборная Италии по волейболу (итал. la Nazionale italiana di pallavolo femminile) — представляет Италию на международных соревнованиях по волейболу. Управляющей организацией выступает Итальянская федерация волейбола (FIPAV).

## История
Дебют женской национальной волейбольной сборной Италии в официальных международных соревнованиях прошёл в сентябре 1951 года, когда «скуадра адзурра» приняла участие в 3-м чемпионате Европы, прошедшем в столице Франции Париже. В первом своём матче, состоявшемся 16 сентября, итальянские волейболистки уступили сборной Польши со счётом 0:3. В остальных трёх матчах турнира итальянки также проиграли и заняли последнее 6-е место. Следующее появление сборной Италии на международной арене состоялось только 16 лет спустя на чемпионате Европы в Турции, где национальная команда стала 11-й из 15-ти участвовавших команд. Дальнейшие результаты итальянских волейболисток были также весьма скромными.
Первый успех пришёл к сборной Италии в 1989 году, когда под руководством тренера Серджио Гуэрры команда выиграла бронзовые награды европейского первенства, прошедшего в ФРГ. Это послужило толчком к последующему развитию итальянского женского волейбола не только на клубном уровне, но и на уровне сборных различных возрастов. Начиная с 1990-х годов, результаты национальной команды неуклонно растут и в 1998 сборная заняла высокое 5-е место на чемпионате мира в Японии, а в 1999 на домашнем чемпионате Европы повторила свой бронзовый успех десятилетней давности.
В 2000 году сборная Италии впервые приняла участие в олимпийском волейбольном турнире, но не смогла выйти из группы предварительного этапа. В 2001 итальянки стали вторыми на чемпионате Европы, уступив в финале в упорной борьбе сборной России в пяти партиях.

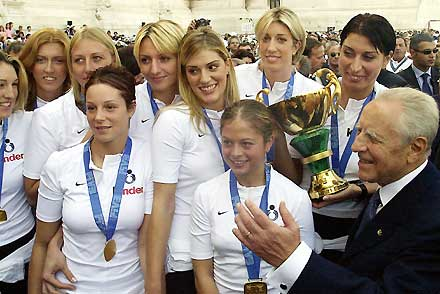
Чемпионки мира 2002 волейболистки Италии на приёме у президента страны Карло Чампи. 18.09.2002

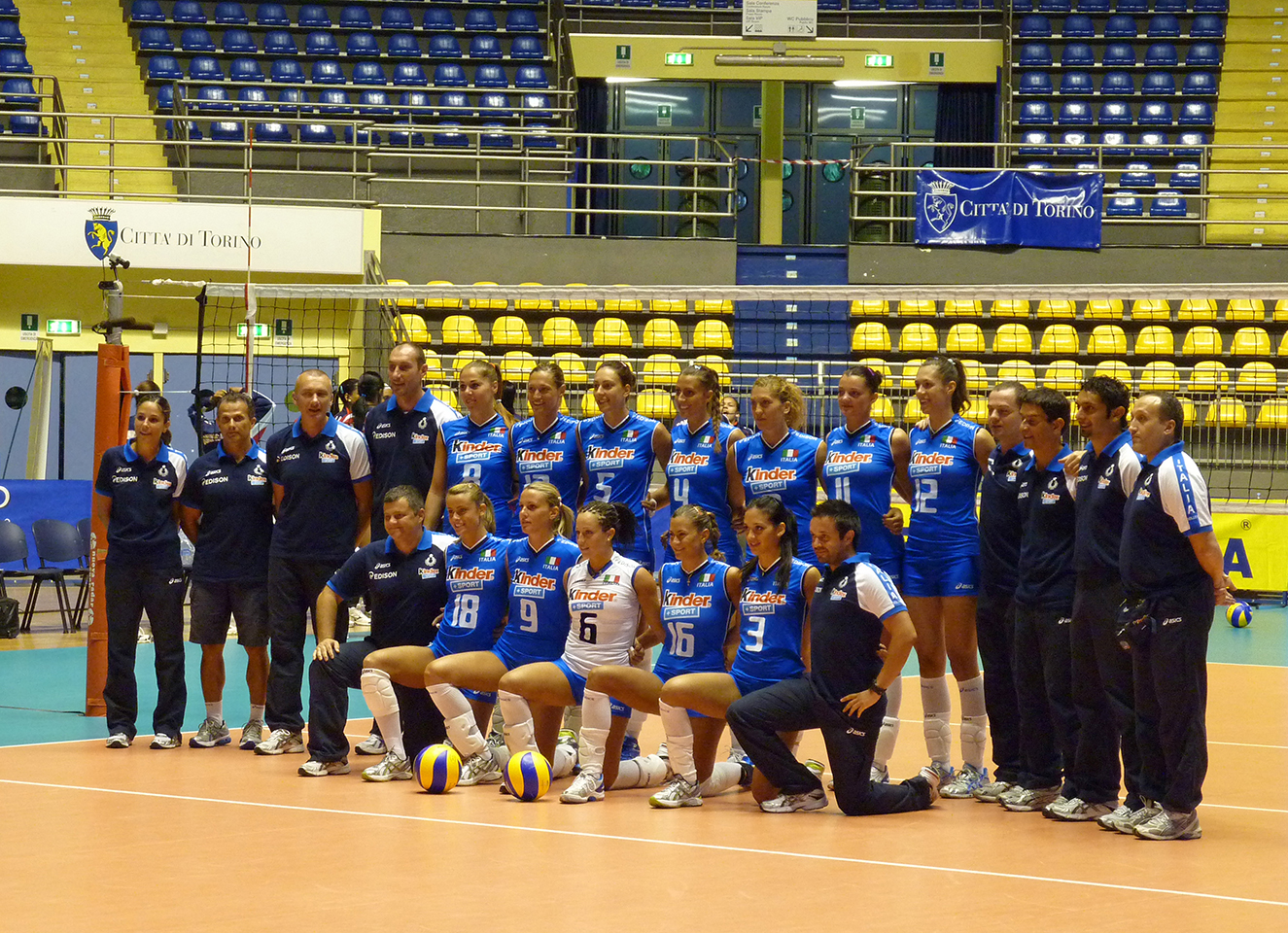
Сборная Италии-2009.

В 2002 году к «скуадре адзурре» пришла первая по-настоящему громкая победа. На проходившем в Германии чемпионате мира Италия под руководством тренера Марко Бонитты сенсационно стала первой, обыграв в финале команду США 3:2. С этого времени итальянская сборная прочно закрепилась среди сильнейших национальных команд планеты. С 2004 команда дважды выигрывала европейские чемпионаты, дважды Кубок мира и один раз Всемирный Кубок чемпионов, неоднократно становилась призёром Гран-при. В 2006—2012 главным тренером сборной являлся Массимо Барболини.
В новый сезон 2013 года национальная команда Италии вступила в значительно обновлённом составе — как тренерском, так и игровом. Новым наставником сборной назначен Марко Менкарелли, до этого работавший тренером молодёжной сборной Италии. В заявке на первый официальный турнир года — Гран-при — отсутствовали многолетние лидеры «скуадры адзурры» — Ло Бьянко, Пиччинини, Ортолани, Кардулло, Дель Коре, Кроче, Джоли, Андзанелло.
В марте 2014 года после 8-летнего перерыва главным тренером национальной команды стал Марко Бонитта. Вместе с ним в заявке «скуадры адзурры» вновь оказалась многочисленная группа ветеранов, ранее объявивших о завершении карьеры в сборной. Основная ставка была сделана на успешное выступление в домашнем чемпионате мира, но уверенно пройдя на турнире три групповых этапа (10 побед при одном поражении) в полуфинале итальянские волейболистки неожиданно уступили сборной Китая 1:3, а в матче за «бронзу» в упорнейшем пятисетовом поединке проиграли национальной команде Бразилии.
В 2015 и 2016 годах сборная Италии не смогла занять призовых мест на турнирах, в которых принимала участие. Отобравшись на Олимпиаду-2016, итальянские волейболистки не сумели преодолеть групповой этап и разделили итоговое 9-10-е места. После окончания олимпийского турнира главный тренер команды Марко Бонитта ушёл в отставку. В 2017 году новым наставником национальной команды назначен Давиде Маццанти, ранее работавший в главным тренером команды «Имоко Воллей»).
В 2018 году на волейбольных площадках Японии женская сборная Италии второй раз в своей истории выиграла медали мировых первенств, став серебряным призёром соревнований. Во многом этого успеха итальянки добились благодаря выдающейся игре своей диагональной нападающей Паолы Эгону, набравшей в двух матчах плей-офф 78 очков (из них 45 в полуфинале против команды Китая) и ставшей с большим отрывом самым результативным игроком чемпионата (324 очка в 13 матчах — почти по 25 в среднем за игру). Практически весь турнир (кроме двух матчей) сборная Италии провела неизменной стартовой шестёркой + либеро. Кроме Эгону основу команды составляли связующая Офелия Малинов, доигровщицы Мирьям Силла и Лючия Бозетти, центральные блокирующие Кристина Кирикелла и Анна Данези, либеро Моника Ди Дженнаро.
В сезоне 2021 основной состав сборной Италии выступил в двух соревнованиях — Олимпийских играх и чемпионате Европы. Неудачу на Олимпиаде, где итальянки выбыли на четвертьфинальной стадии, уступив Сербии в трёх партиях, «скуадра адзурра» частично компенсировала выигрышем чемпионата Европы, обыграв в финале тех же сербок на их поле 3:1. Лучшим игроком Евро-21 была признана лидер итальянских атак Паола Эгону.
2024 год принёс итальянской сборной громкие успехи. Под руководством авторитетнейшего тренера Хулио Веласко, возглавившего команду спустя 26 лет, итальянские волейболистки сначала уверенно первенствовали в Лиге наций, а затем ещё более уверенно — на Олимпийских играх в Париже, победив на олимпийском турнире во всех своих 6 матчах, отдав при этом соперникам всего один сет. Сразу 5 итальянок вошли в символическую сборную турнира: П.Эгону (MVP и лучшая диагональная), А.Орро (лучшая связующая), М.Силла (одна из двух лучших нападающих-доигровщиц), А.Данези (одна из двух лучших центральных) и М.Де Дженнаро (лучшая либеро).  

## Результаты выступлений и составы

### Олимпийские игры
| - 1964 — не участвовала - 1968 — не участвовала - 1972 — не квалифицировалась - 1976 — не квалифицировалась - 1980 — не квалифицировалась - 1984 — не квалифицировалась - 1988 — не квалифицировалась - 1992 — не квалифицировалась | - 1996 — не квалифицировалась - 2000 — 9—10-е место - 2004 — 5—8-е место - 2008 — 5—8-е место - 2012 — 5—8-е место - 2016 — 9—10-е место - 2020 — 5—8-е место - 2024 — 1-е место |

- 2000: Сабрина Бертини, Антонелла Брагалья, Ана Паула Де Тассис, Мауриция Каччатори, Мануэла Леджери, Элеонора Ло Бьянко, Анна Ваня Мелло, Дарина Мифкова, Паола Паджи, Франческа Пиччинини, Симона Риньери, Элиза Тогут. Тренер — Анджолино Фригони.
- 2004: Дженни Барацца, Паола Кардулло, Мануэла Леджери, Элеонора Ло Бьянко, Анна Ваня Мелло, Паола Паджи, Франческа Пиччинини, Симона Риньери, Мануэла Секоло, Элиза Тогут, Франческа Ферретти, Надя Чентони. Тренер — Марко Бонитта.
- 2008: Таисмари Агуэро, Дженни Барацца, Мартина Гуиджи, Симона Джоли, Паола Кардулло, Паола Кроче, Элеонора Ло Бьянко, Серена Ортолани, Франческа Пиччинини, Мануэла Секоло, Франческа Ферретти, Надя Чентони. Тренер — Массимо Барболини.
- 2012: Валентина Арригетти, Дженни Барацца, Катерина Бозетти, Лючия Бозетти, Антонелла Дель Коре, Симона Джоли, Моника Де Дженнаро, Каролина Костагранде, Паола Кроче, Элеонора Ло Бьянко, Франческа Пиччинини, Джулия Рондон. Тренер — Массимо Барболини.
- 2016: Серена Ортолани, Алессия Орро, Моника Де Дженнаро, Мартина Гуиджи, Алессия Дженнари, Надя Чентони, Кристина Кирикелла, Элеонора Ло Бьянко, Антонелла Дель Коре, Мириам Силла, Паола Эгону, Анна Данези. Тренер — Марко Бонитта.
- 2021: Индре Сорокайте, Офелия Малинов, Моника Де Дженнаро, Рафаэла Фолье, Алессия Орро, Катерина Бозетти, Кристина Кирикелла, Анна Данези, Сара Фар, Элена Пьетрини, Мириам Силла, Паола Эгону. Тренер — Давиде Маццанти.
- 2024: Марина Лубиан, Карлотта Камби, Илария Спирито, Моника Де Дженнаро, Алессия Орро, Катьерина Бозетти, Анна Данези, Мириам Силла, Паола Эгону, Сара Фар, Ловет Оморуйи, Екатерина Антропова, Гая Джованнини. Тренер — Хулио Веласко.

### Чемпионаты мира
В чемпионатах мира 1952—1967 сборная Италии участия не принимала.
| - 1970 — не квалифицировалась - 1974 — не квалифицировалась - 1978 — 20-е место - 1982 — 15-е место - 1986 — 9-е место - 1990 — 10-е место - 1994 — 13—16-е место - 1998 — 5-е место | - 2002 — 1-е место - 2006 — 4-е место - 2010 — 5-е место - 2014 — 4-е место - 2018 — 2-е место - 2022 — 3-е место - 2025 — |

- 1978: Марианджела Боначини, Мариэлла Даллари, Винченца Форестелли, Франческа Гуаланди, Камилла Джулли, Орнела Маркезе, Козетта Станцани, Клаудиа Торретта, Мария-Грация Висконти, Ферлито, Малакин, Привитера. Тренер — Альдо Беллагамби.
- 1982: Розанна Байардо, Франка Барделли, Мануэла Бенелли, Беатриче Бигьярини, Брунелла Филиппини, Чинция Фламиньи, Стефания Джулиани, Барбара Леони, Габриэлла Монетти, Козетта Станцани, Консуэло Туретта, Ардзилли. Тренер — Антонио Джакоббе.
- 1986: Розанна Байардо, Мануэла Бенелли, Лилиана Бернарди, Сабрина Бертини, Сандра Кьоппи, Чинция Фламиньи, Глория Джудуччи, Алессандра Мартини, Розанна Пази, Алессандра Дзамбелли. Тренер — Пу Цинься.
- 1990: Мануэла Бенелли, Лилиана Бернарди, Сабрина Бертини, Хельга Кьострини, Чинция Фламиньи, Консуэло Маньифеста, Мирна Мирабисси, Фабиана Меле, Фанни Пудьоли, Даниэла Сапорити, Алессандра Дзамбелли. Тренер — Серджо Гуэрра.
- 1994: Ваня Беккариа, Мануэла Бенелли, Сабрина Бертини, Гуэндалина Буффон, Сильвия Кроатто, Анна-Мария Марази, Дарина Мифкова, Микела Монари, Чинция Перона, Барбара Сицилиано, Сабина Туррини, Алессандра Дзамбелли. Тренер — Марко Аурелио Мотта.
- 1998: Сабрина Бертини, Антонелла Брагалья, Элиза Галастри, Симона Джоли, Мауриция Каччатори, Мануэла Леджери, Элеонора Ло Бьянко, Анна Ваня Мелло, Дарина Мифкова, Франческа Пиччинини, Симона Риньери, Элиза Тогут. Тренер — Анджолино Фригони.
- 2002: Сара Андзанелло, Валентина Боррелли, Паола Кардулло, Мануэла Леджери, Элеонора Ло Бьянко, Анна Ваня Мелло, Дарина Мифкова, Паола Паджи, Франческа Пиччинини, Симона Риньери, Ракеле Санджулиано, Элиза Тогут. Тренер — Марко Бонитта.
- 2006: Сара Андзанелло, Мартина Гуиджи, Стефания Далль'Инья, Паола Кардулло, Элеонора Ло Бьянко, Серена Ортолани, Паола Паджи, Франческа Пиччинини, Симона Риньери, Элиза Тогут, Валентина Фьорин, Надя Чентони. Тренер — Массимо Барболини.
- 2010: Кьяра Арканджели, Валентина Арригетти, Кристина Барчеллини, Лючия Бозетти, Илария Гардзаро, Антонелла Дель Коре, Симона Джоли, Кьяра Ди Юлио, Паола Кардулло, Лючия Крисанти, Элеонора Ло Бьянко, Серена Ортолани, Франческа Пиччинини, Джулия Рондон. Тренер — Массимо Барболини.
- 2014: Паола Кардулло, Ноэми Синьориле, Моника Де Дженнаро, Рафаэла Фолье, Надя Чентони, Франческа Ферретти, Кристина Кирикелла, Франческа Пиччинини, Валентина Арригетти, Элеонора Ло Бьянко, Антонелла Дель Коре, Катерина Бозетти, Валентина Диуф, Каролина Костагранде. Тренер — Марко Бонитта.
- 2018: Серена Ортолани, Карлотта Камби, Офелия Малинов, Моника Де Дженнаро, Сильвия Нвакалор, Кристина Кирикелла, Анна Данези, Сара Фар, Элена Пьетрини, Марина Лубиан, Лючия Бозетти, Мириам Силла, Паола Эгону, Беатриче Парроккьяле. Тренер — Давиде Маццанти.
- 2022: Марина Лубиан, Алессия Дженнари, Сара Бонифачо, Офелия Малинов, Моника Де Дженнаро, Элеонора Ферсино, Алессия Орро, Катерина Бозетти, Кристина Кирикелла, Анна Данези, Элена Пьетрини, Сильвия Нвакалор, Мириам Силла, Паола Эгону. Тренер — Давиде Маццанти.

### Кубок мира
В розыгрыши 1973—1995, 2015 и 2019 сборная Италии не квалифицировалась.
- 1999 — 7-е место
- 2003 — 4-е место
- 2007 —  1-е место
- 2011 —  1-е место

- 2007: Таисмари Агуэро, Франческа Пиччинини, Сара Андзанелло, Дженни Барацца, Мартина Гуиджи, Антонелла Дель Коре, Симона Джоли, Паола Кардулло, Элеонора Ло Бьянко, Серена Ортолани, Мануэла Секоло, Франческа Ферретти. Тренер — Массимо Барболини.
- 2011: Сара Андзанелло, Валентина Арригетти, Кристина Барчеллини, Катерина Бозетти, Лючия Бозетти, Антонелла Дель Коре, Симона Джоли, Моника Де Дженнаро, Каролина Костагранде, Паола Кроче, Элеонора Ло Бьянко, Ноэми Синьориле, Иммаколата Сиресси, Рафаэла Фолье. Тренер — Массимо Барболини.

### Всемирный Кубок чемпионов
В розыгрыши 1993—2005, 2013 и 2017 годов сборная Италии не квалифицировалась. 
- 2009 —  1-е место

- 2009: Валентина Арригетти, Дженни Барацца, Кристина Барчеллини, Лючия Бозетти, Симона Джоли, Антонелла Дель Коре, Иммаколата Сиресси, Паола Кардулло, Элеонора Ло Бьянко, Серена Ортолани, Франческа Пиччинини, Джулия Рондон. Тренер — Массимо Барболини.

### Гран-при
| - 1993 — не участвовала - 1994 — 8-е место - 1995 — не участвовала - 1996 — не участвовала - 1997 — 6-е место - 1998 — 5-е место - 1999 — 4-е место - 2000 — 7-е место - 2001 — не квалифицировалась - 2002 — не участвовала - 2003 — 5-е место - 2004 — 2-е место - 2005 — 2-е место | - 2006 — 3-е место - 2007 — 3-е место - 2008 — 3-е место - 2009 — не квалифицировалась - 2010 — 3-е место - 2011 — 7-е место - 2012 — 10-е место - 2013 — 5-е место - 2014 — 10-е место - 2015 — 5-е место - 2016 — 8-е место - 2017 — 2-е место |

- 2004: Сара Андзанелло, Дженни Барацца, Антонелла Дель Коре, Симона Джоли, Паола Кардулло, Мануэла Леджери, Элеонора Ло Бьянко, Дарина Мифкова, Паола Паджи, Франческа Пиччинини, Симона Риньери, Элиза Тогут, Франческа Ферретти, Надя Чентони. Тренер — Марко Бонитта.
- 2005: Сара Андзанелло, Кьяра Арканджели, Дженни Барацца, Наталья Вигано, Кристина Винченци, Мартина Гуиджи, Антонелла Дель Коре, Элеонора Ло Бьянко, Серена Ортолани, Франческа Ферретти, Валентина Фьорин, Элиза Челла, Надя Чентони. Тренер — Марко Бонитта.
- 2006: Сара Андзанелло, Мартина Гуиджи, Стефания Далль'Инья, Антонелла Дель Коре, Моника Де Дженнаро, Лючия Крисанти, Элеонора Ло Бьянко, Серена Ортолани, Паола Паджи, Франческа Пиччинини, Симона Риньери, Элиза Тогут, Валентина Фьорин, Надя Чентони. Тренер — Марко Бонитта.
- 2007: Таисмари Агуэро, Валентина Арригетти, Дженни Барацца, Сандра Витец, Мартина Гуиджи, Стефания Далль'Инья, Антонелла Дель Коре, Симона Джоли, Паола Кроче, Элеонора Ло Бьянко, Серена Ортолани, Мануэла Секоло, Федерика Стуфи, Валентина Фьорин. Тренер — Массимо Барболини.
- 2008: Таисмари Агуэро, Сара Андзанелло, Дженни Барацца, Лючия Бозетти, Мартина Гуиджи, Антонелла Дель Коре, Симона Джоли, Паола Кардулло, Паола Кроче, Элеонора Ло Бьянко, Серена Ортолани, Франческа Пиччинини, Мануэла Секоло, Франческа Ферретти, Валентина Фьорин. Тренер — Массимо Барболини.
- 2010: Валентина Арригетти, Дженни Барацца, Кристина Барчеллини, Марта Бекис, Лючия Бозетти, Антонелла Дель Коре, Симона Джоли, Кьяра Ди Юлио, Элеонора Ло Бьянко, Лючия Крисанти, Энрика Мерло, Серена Ортолани, Франческа Пиччинини, Джулия Рондон. Тренер — Массимо Барболини.
- 2017: Индре Сорокайте, Сара Лода, Сара Бонифачо, Офелия Малинов, Моника Де Дженнаро, Рафаэла Фолье, Алессия Орро, Катерина Бозетти, Анна Данези, Анастасия Гуэрра, Мириам Силла, Валентина Тироцци, Лючия Бозетти, Паола Эгону, Беатриче Парроккьяле. Тренер — Давиде Маццанти.

### Лига наций
- 2018 — 7-е место
- 2019 — 5—6-е место
- 2021 — 12-е место
- 2022 —  1-е место
- 2023 — 6-е место
- 2024 —  1-е место
- 2025 —  1-е место

- 2018: Серена Ортолани, Аличе Дегради, Карлотта Камби, Офелия Малинов, Моника Де Дженнаро, Росселла Оливотто, Кристина Кирикелла, Анна Данези, Анастасия Гуэрра, Сара Фар, Элена Пьетрини, Марина Лубиан, Лючия Бозетти, Мириам Силла, Паола Эгону, Камилла Мингарди, Беатриче Парроккьяле, Илария Спирито, Беатриче Берти. Тренер — Давиде Маццанти.
- 2019: Индре Сорокайте, Сара Альберти, Офелия Малинов, Моника Де Дженнаро, Рафаэла Фолье, Алессия Орро, Катерина Бозетти, Кристина Кирикелла, Анна Данези, Сара Фар, Элена Пьетрини, Лючия Бозетти, Мириам Силла, Паола Эгону, Беатриче Парроккьяле. Тренер — Давиде Маццанти.
- 2022: Катерина Бозетти, Сара Бонифачо, Анна Данези, Моника Де Дженнаро, Алессия Дженнари, Кристина Кирикелла, Марина Лубиан, Офелия Малинов, Сильвия Нвакалор, Алессия Орро, Элена Пьетрини, Мириам Силла, Элеонора Ферсино, Паола Эгону. Тренер — Давиде Маццанти.
- 2024: Марина Лубиан, Аличе Дегради, Карлотта Камби, Илария Спирито, Моника Де Дженнаро, Алессия Орро, Катерина Бозетти, Анна Данези, Сара Бонифачо, Мириам Силла, Паола Эгону, Сара Фар, Екатерина Антропова, Гая Джованнини. Тренер — Хулио Веласко.
- 2025: Анна Грай, Аличе Дегради, Карлотта Камби, Моника Де Дженнаро, Элеонора Ферсино, Алессия Орро, Анна Данези, Линда Нвакалор, Стелла Нервини, Мириам Силла, Паола Эгону, Сара Фар, Гая Джованнини, Екатерина Антропова. Тренер — Хулио Веласко.

### Чемпионаты Европы
| - 1949 — не участвовала - 1950 — не участвовала - 1951 — 6-е место - 1955 — не участвовала - 1958 — не участвовала - 1963 — не участвовала - 1967 — 11-е место - 1971 — 8-е место - 1975 — 9-е место - 1977 — 11-е место - 1979 — не участвовала - 1981 — 8-е место - 1983 — 7-е место - 1985 — 5-е место - 1987 — 6-е место - 1989 — 3-е место - 1991 — 4-е место | - 1993 — 4-е место - 1995 — 6-е место - 1997 — 5-е место - 1999 — 3-е место - 2001 — 2-е место - 2003 — 6-е место - 2005 — 2-е место - 2007 — 1-е место - 2009 — 1-е место - 2011 — 4-е место - 2013 — 5—8-е место - 2015 — 5—8-е место - 2017 — 5—8-е место - 2019 — 3-е место - 2021 — 1-е место - 2023 — 4-е место |

- 1989: Мануэла Бенелли, Лилиана Бернарди, Сабрина Бертини, Алессандра Дзамбелли, Эльга Кьострини, Фабиана Меле, М.Мирабисси, Ф.Подьоли, П.Пратти, Сабина Туррини, Чинция Фламиньи, Барбара Фонтанези. Тренер — Серджио Гуэрра.
- 1999: Ваня Беккариа, Сабрина Бертини, Антонелла Брагалья, Элиза Галастри, Симона Джоли, Мауриция Каччатори, Мануэла Леджери, Элеонора Ло Бьянко, Паола Паджи, Франческа Пиччинини, Симона Риньери, Элиза Тогут. Тренер — Анджолино Фригони.
- 2001: Ваня Беккариа, Паола Кардулло, Мауриция Каччатори, Сильвия Кроатто, Мануэла Леджери, Элеонора Ло Бьянко, Анна Ваня Мелло, Дарина Мифкова, Паола Паджи, Франческа Пиччинини, Симона Риньери, Элиза Тогут. Тренер — Марко Бонитта.
- 2005: Сара Андзанелло, Дженни Барацца, Симона Джоли, Паола Кардулло, Антонелла Дель Коре, Элеонора Ло Бьянко, Катя Лураски, Серена Ортолани, Симона Риньери, Элиза Тогут, Элиза Челла, Надя Чентони. Тренер — Марко Бонитта.
- 2007: Таисмари Агуэро, Дженни Барацца, Мартина Гуиджи, Антонелла Дель Коре, Симона Джоли, Паола Кардулло, Паола Кроче, Элеонора Ло Бьянко, Серена Ортолани, Мануэла Секоло, Франческа Ферретти, Валентина Фьорин. Тренер — Массимо Барболини.
- 2009: Таисмари Агуэро, Валентина Арригетти, Дженни Барацца, Лючия Бозетти, Антонелла Дель Коре, Симона Джоли, Паола Кардулло, Элеонора Ло Бьянко, Серена Ортолани, Франческа Пиччинини, Джулия Рондон, Мануэла Секоло. Тренер — Массимо Барболини.
- 2019: Индре Сорокайте, Офелия Малинов, Моника Де Дженнаро, Рафаэла Фолье, Алессия Орро, Кристина Кирикелла, Анна Данези, Сара Фар, Сильвия Нвакалор, Лючия Бозетти, Мириам Силла, Паола Эгону, Беатриче Парроккьяле, Терри Энвеонву. Тренер — Давиде Маццанти.
- 2021: Алессия Дженнари, Сара Бонифачо, Офелия Малинов, Моника Де Дженнаро, Алессия Орро, Кристина Кирикелла, Анна Данези, Сара Фар, Элена Пьетрини, Сильвия Нвакалор, Мириам Силла, Паола Эгону, Беатриче Парроккьяле, Алессия Мадзаро, София  Д'Одорико. Тренер — Давиде Маццанти.

### Средиземноморские игры
- 1-е место — 1979, 1983, 1991, 1997, 2001, 2022
- 2-е место — 1975
- 3-е место — 2005

### Кубок весны
Женская сборная Италии один раз побеждала (в 1978 году) и трижды становилась призёром (серебряным — в 1974 и 1975; бронзовым — в 1980) в традиционном международном турнире Кубок весны (Spring Cup), который ежегодно (с 1962 для мужских и с 1973 для женских сборных команд) проводился по инициативе федераций волейбола западноевропейских стран.

### Монтрё Волей Мастерс
- 1-е место — 2004
- 2-е место — 2002, 2009
- 3-е место — 1999, 2005, 2008

## Тренеры
| - 1951 — Марио Дориго - 1967—1970 — Иван Тринайстич - 1971—1979 — Альдо Беллагамби - 1981—1985 — Антонио Джакоббе - 1986—1988 — Пу Цюйхуа - 1989—1992 — Серджио Гуэрра - 1993—1996 — Марко Аурелио Мотта - 1997 — Хулио Веласко | - 1998—2000 — Анджолино Фригони - 2001—2005 — Марко Бонитта - 2006—2012 — Массимо Барболини - 2013—2014 — Марко Менкарелли - 2014—2016 — Марко Бонитта - 2017—2023 — Давиде Маццанти - с 2023 — Хулио Веласко |

## Состав
Сборная Италии в соревнованиях 2024 года (Лига наций, Олимпийские игры)
| №  | Имя, фамилия        | Год рождения | Рост | Амплуа      | Клуб                             |
| -- | ------------------- | ------------ | ---- | ----------- | -------------------------------- |
| 1  | Марина Лубиан       | 2000         | 192  | центральная | «Имоко Воллей» Конельяно         |
| 2  | Аличе Дегради       | 1996         | 182  | нападающая  | «Мегабокс» Валлефолья            |
| 3  | Карлотта Камби      | 1996         | 178  | связующая   | «Пинероло»                       |
| 4  | Франческа Бозио     | 1997         | 180  | связующая   | «Игор Горгондзола» Новара        |
| 5  | Илария Спирито      | 1994         | 174  | либеро      | «Реале Мутуа Фенера» Кьери       |
| 6  | Моника Де Дженнаро  | 1987         | 172  | либеро      | «Имоко Воллей» Конельяно         |
| 7  | Элеонора Ферсино    | 2000         | 169  | либеро      | «Игор Горгондзола» Новара        |
| 8  | Алессия Орро        | 1998         | 180  | связующая   | «Веро Воллей Милано» Монца       |
| 9  | Катерина Бозетти    | 1994         | 180  | нападающая  | «Вакыфбанк» Стамбул              |
| 11 | Анна Данези         | 1996         | 198  | центральная | «Веро Воллей Милано» Монца       |
| 13 | Сара Бонифачо       | 1996         | 186  | центральная | «Игор Горгондзола» Новара        |
| 16 | Стелла Нервини      | 2003         | 184  | нападающая  | «Иль Бизонте Фиренце» Сан-Кашано |
| 17 | Мириам-Фатиме Силла | 1995         | 184  | нападающая  | «Веро Воллей Милано» Монца       |
| 18 | Паола Эгону         | 1998         | 193  | нападающая  | «Веро Воллей Милано» Монца       |
| 19 | Сара Фар            | 2001         | 191  | центральная | «Имоко Воллей» Конельяно         |
| 21 | Ловет Оморуйи       | 2002         | 185  | нападающая  | «Реале Мутуа Фенера» Кьери       |
| 22 | Камилла Мингарди    | 1997         | 182  | нападающая  | «Савино Дель Бене» Скандиччи     |
| 24 | Екатерина Антропова | 2003         | 202  | нападающая  | «Савино Дель Бене» Скандиччи     |
| 25 | Ясмина Акрари       | 1993         | 186  | центральная | «Пинероло»                       |
| 27 | Гая Джованнини      | 2001         | 182  | нападающая  | «Мегабокс» Валлефолья            |

- Главный тренер — Хулио Веласко.
- Тренеры — Массимо Барболини, Лоренцо Бернарди.

## Фотогалерея

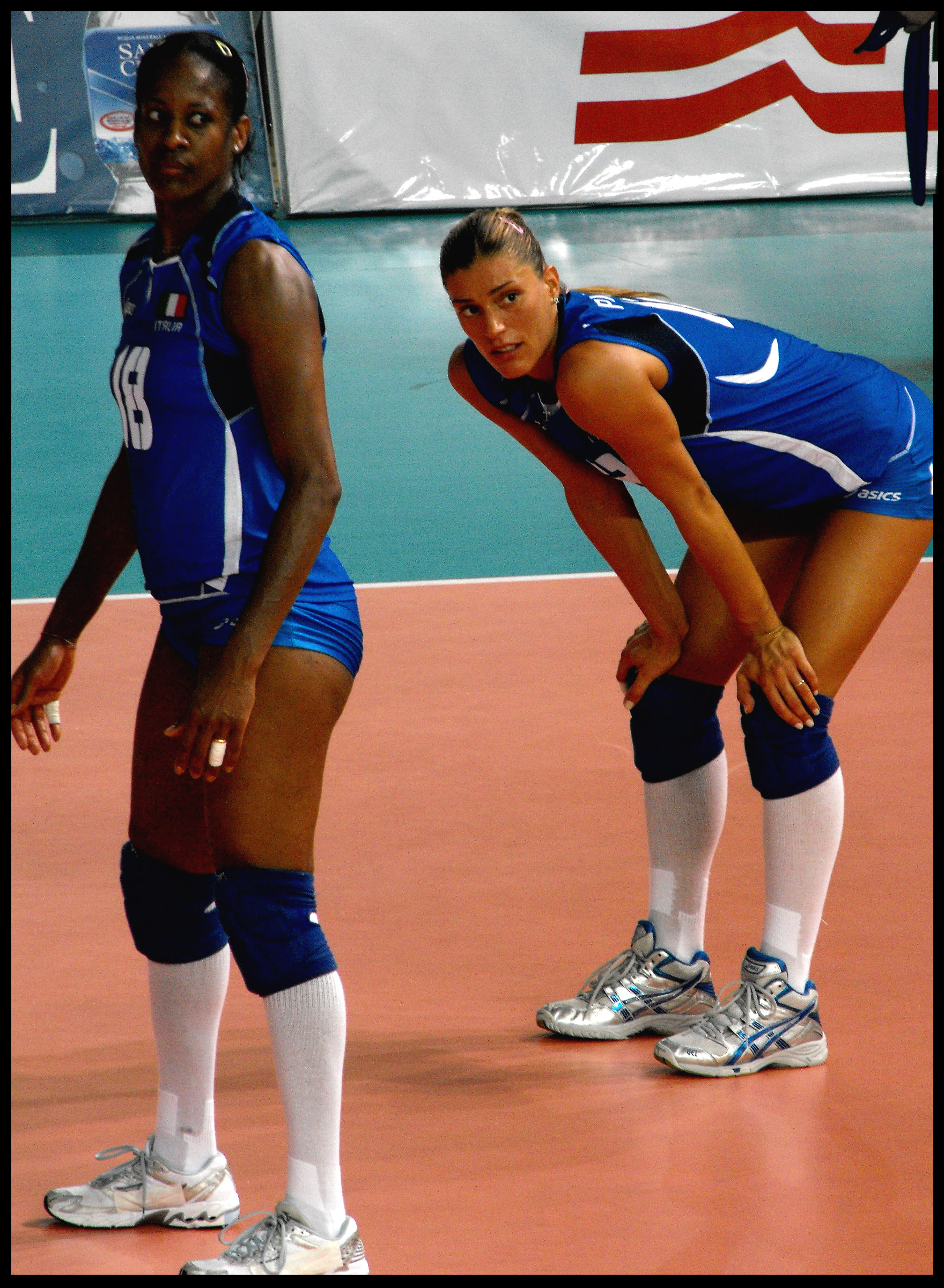
Таисмари Агуэро и Франческа Пиччинини
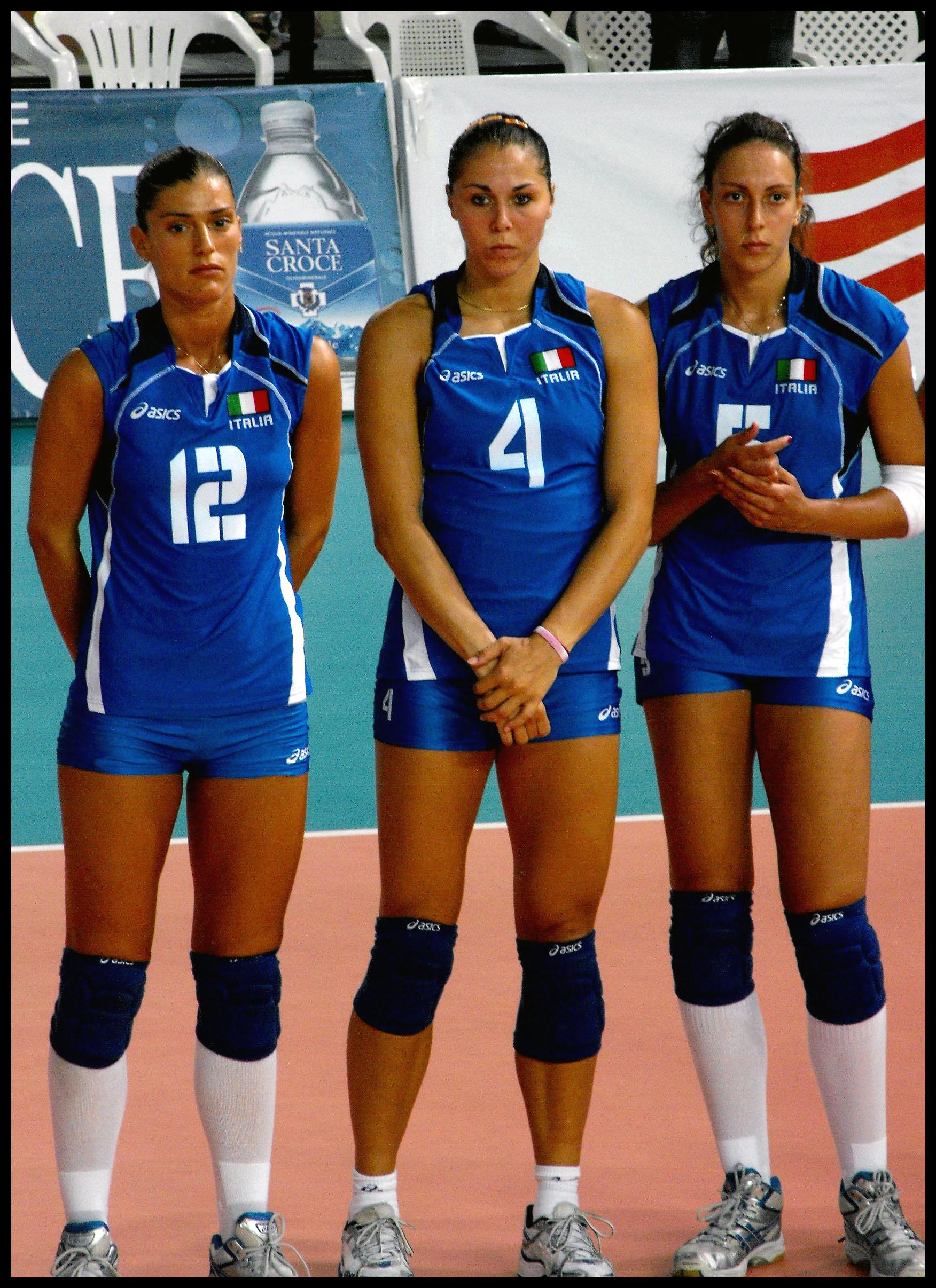
Франческа Пиччинини, Моника Раветта и Джулия Рондон
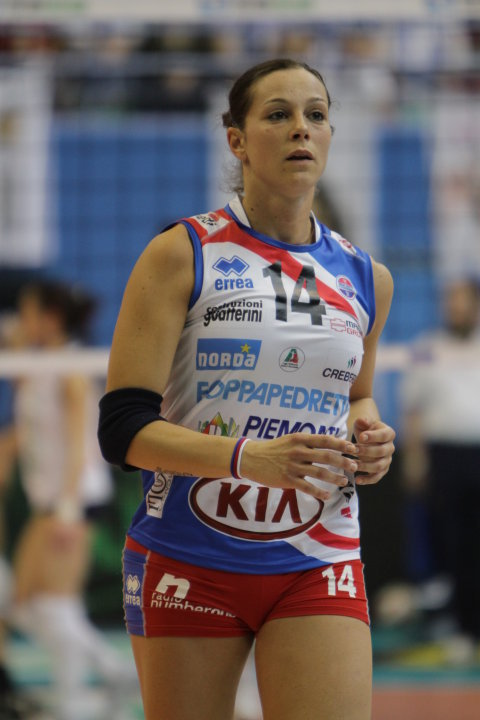
Элеонора Ло Бьянко
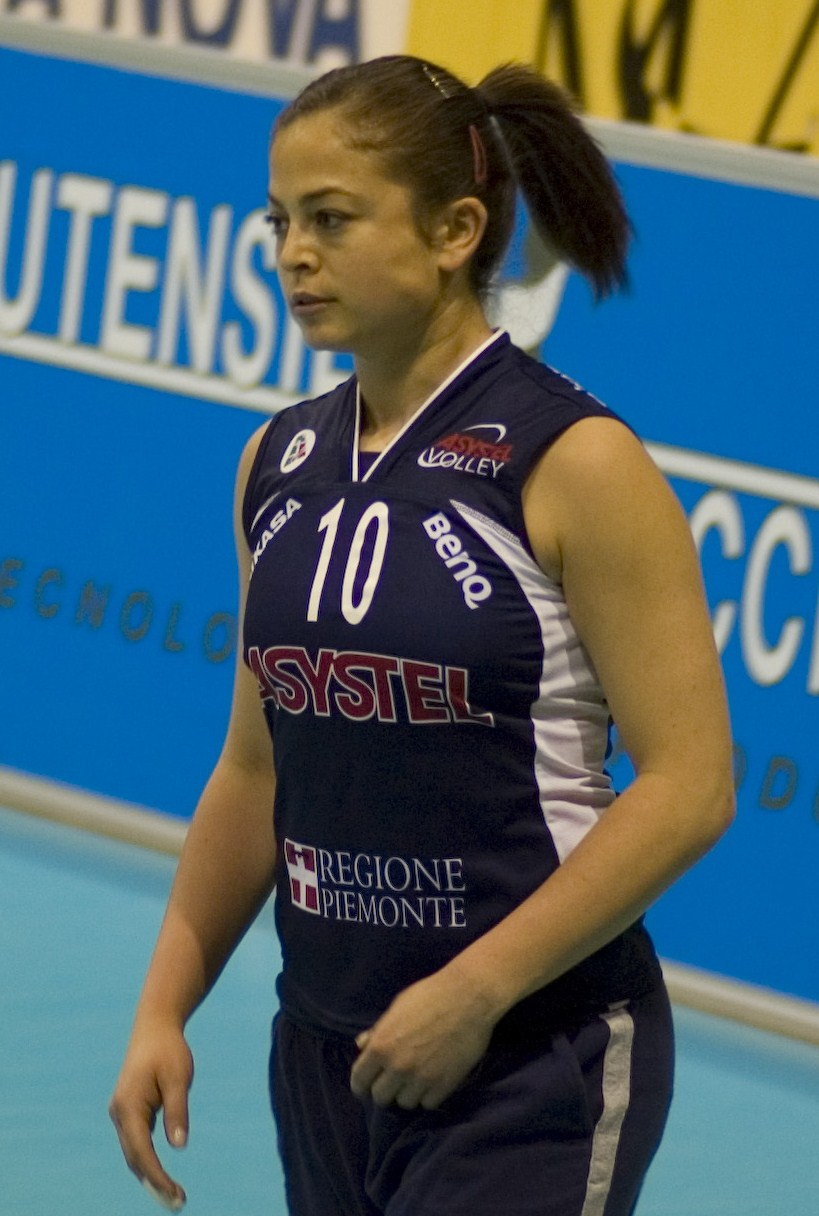
Паола Кардулло
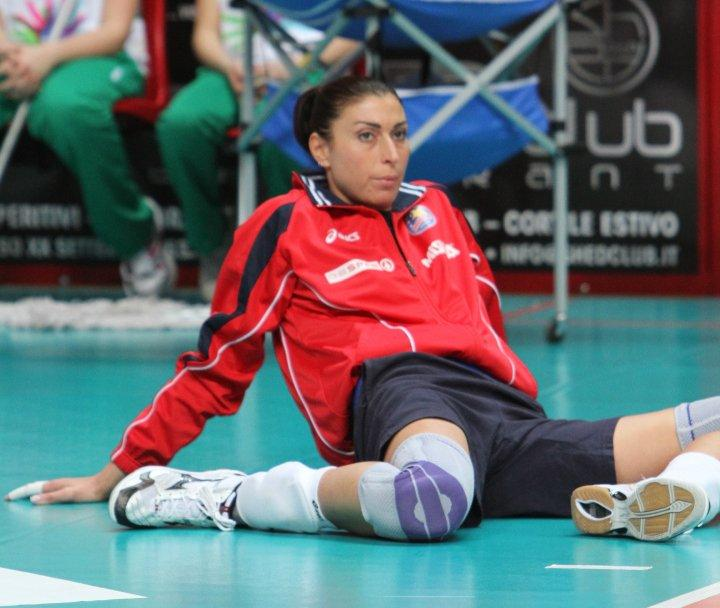
Мануэла Леджери
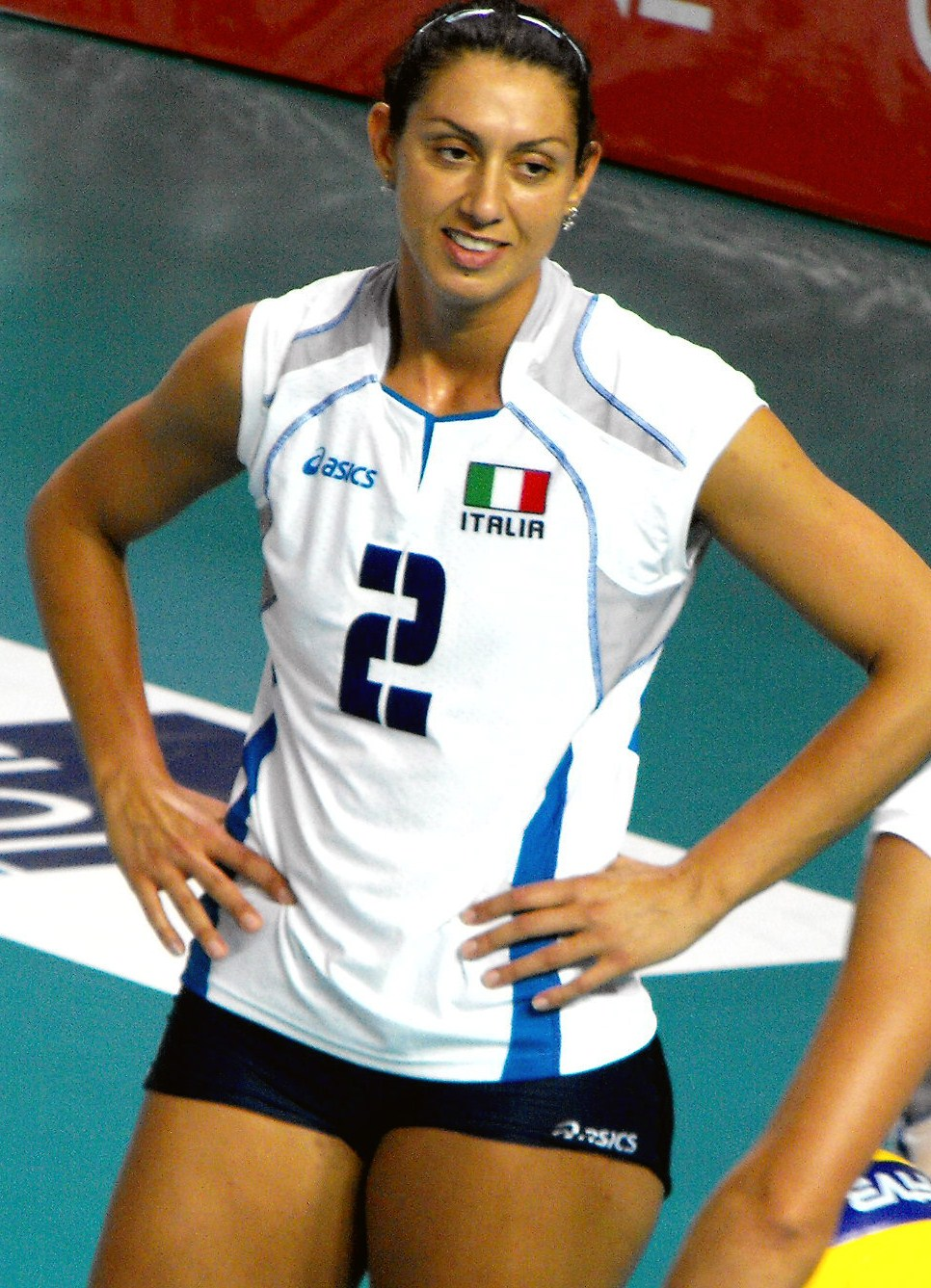
Симона Риньери
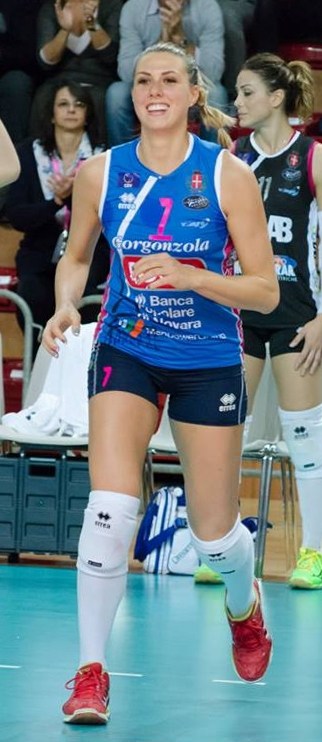
Мартина Гуиджи
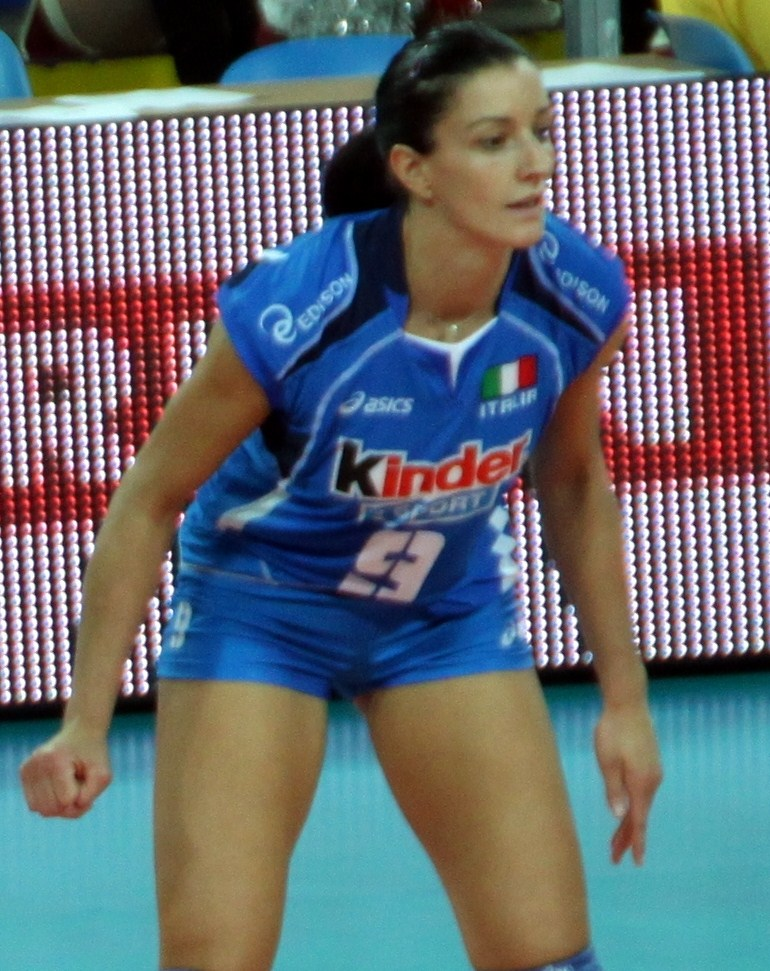
Мануэла Секоло
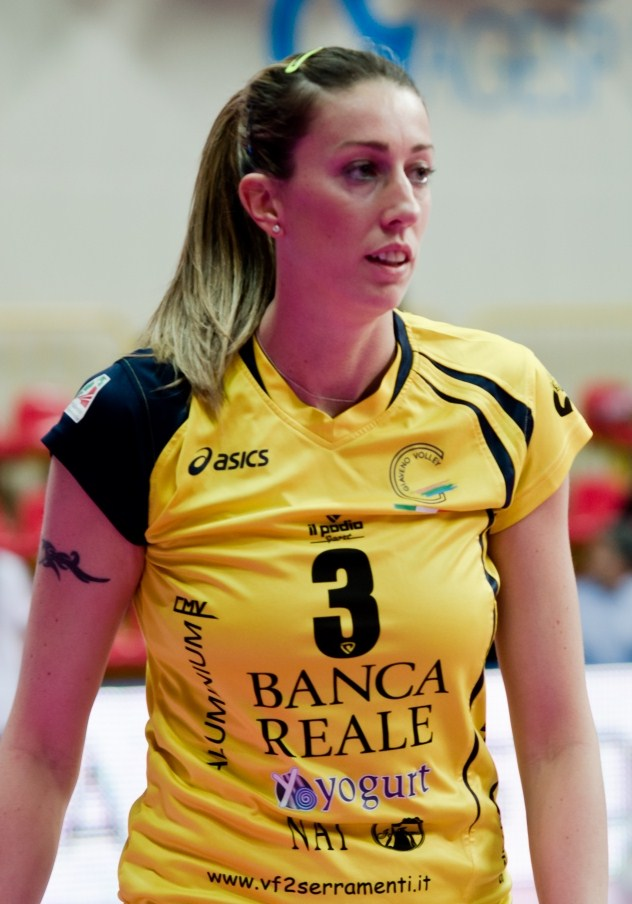
Элиза Тогут
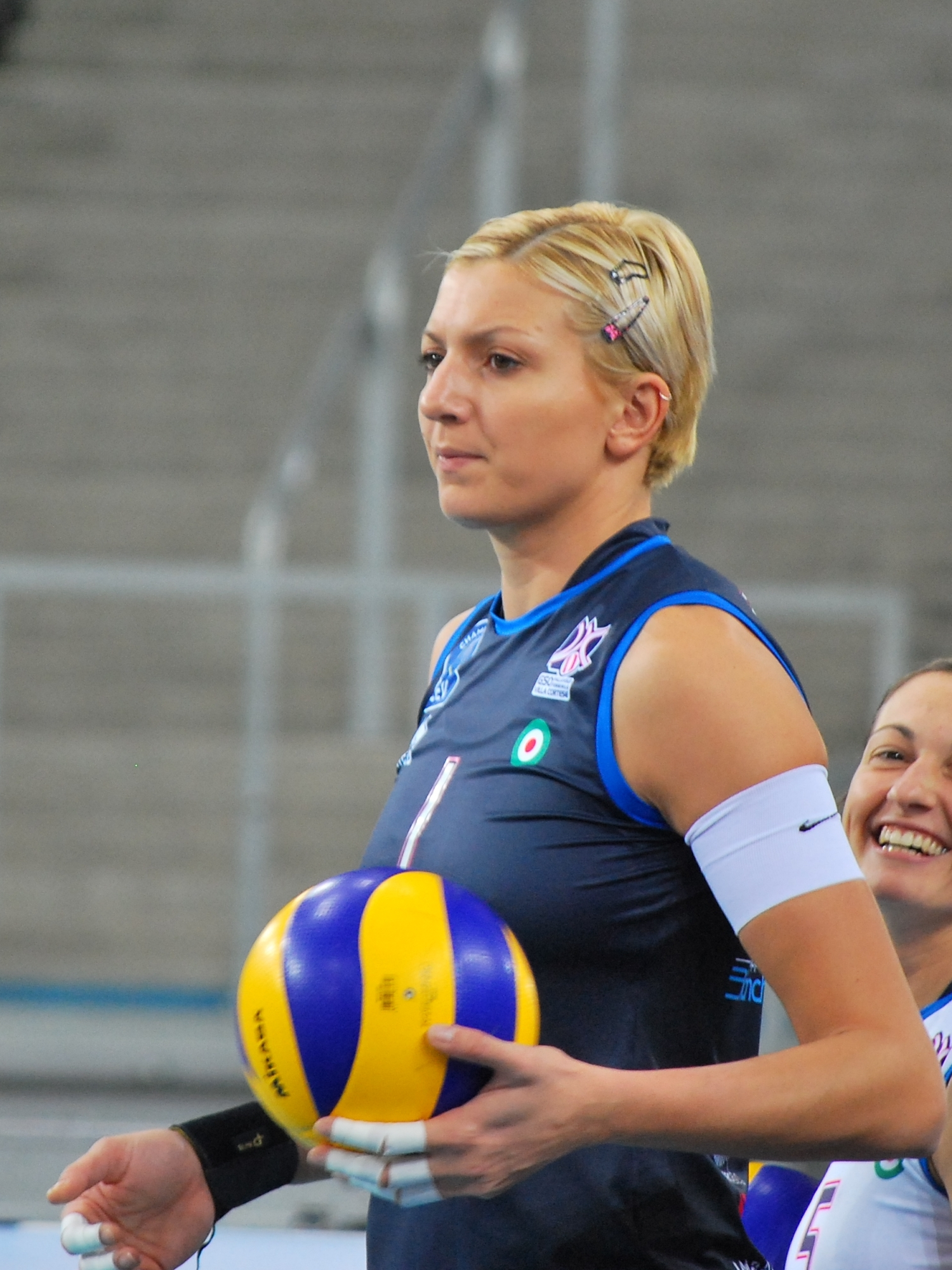
Сара Андзанелло
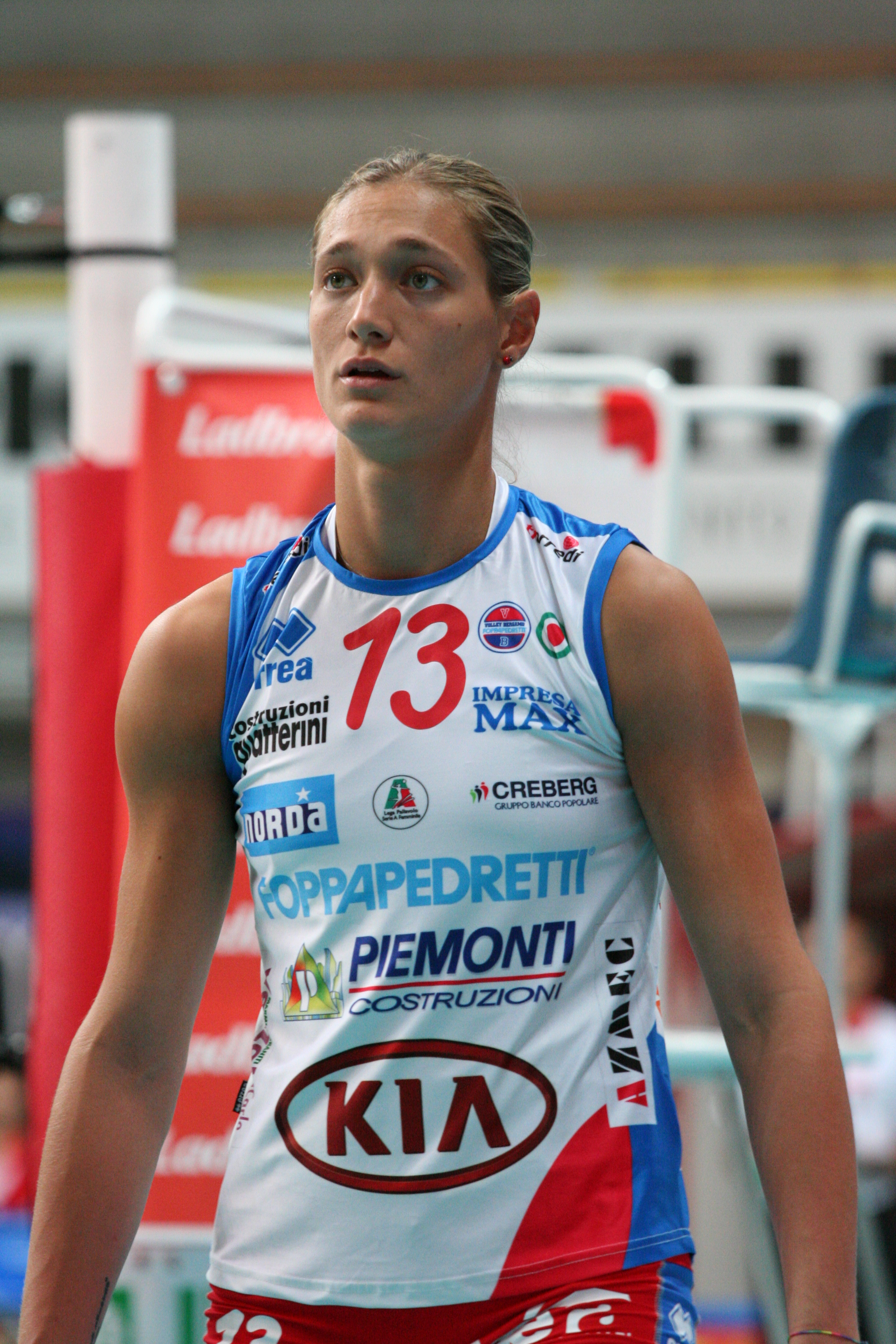
Валентина Арригетти
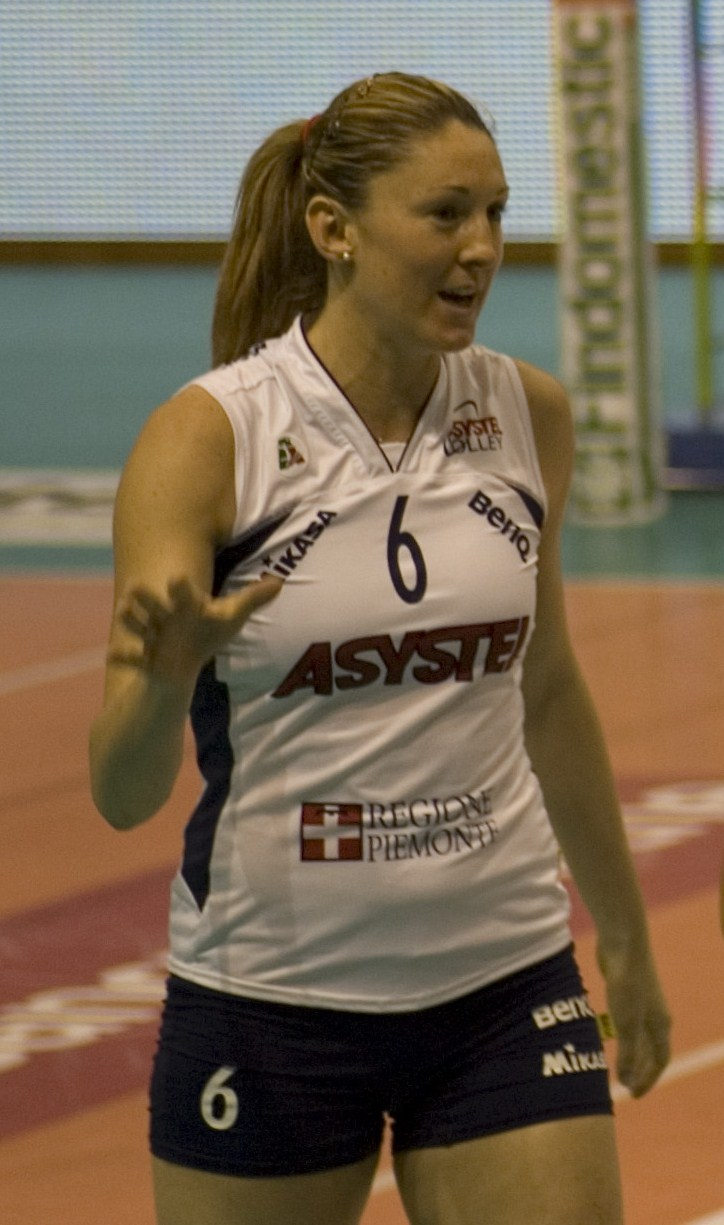
Паола Паджи
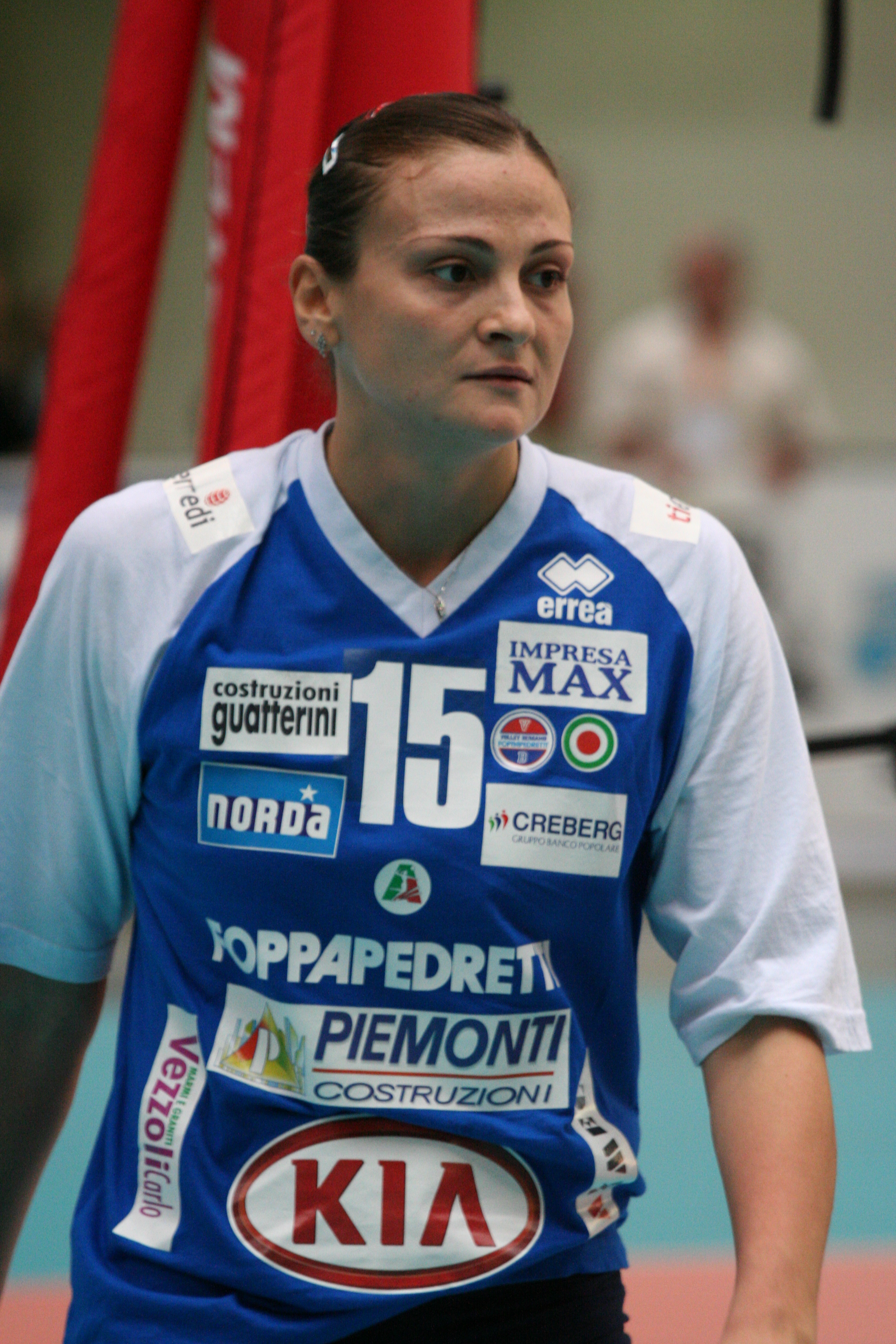
Антонелла Дель Коре
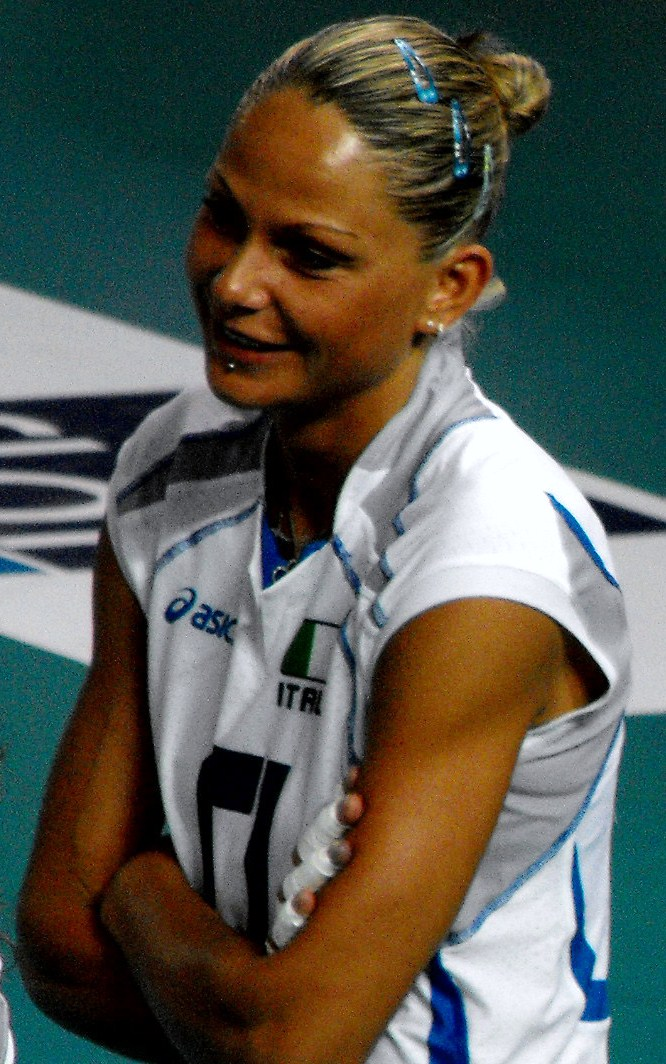
Симона Джоли
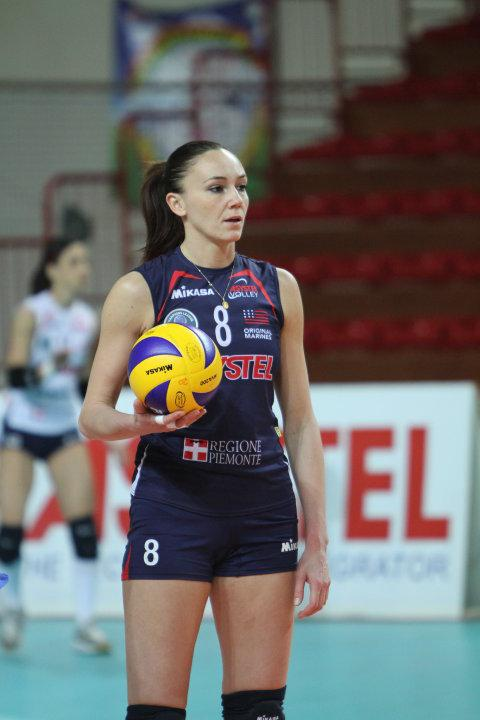
Дженни Барацца
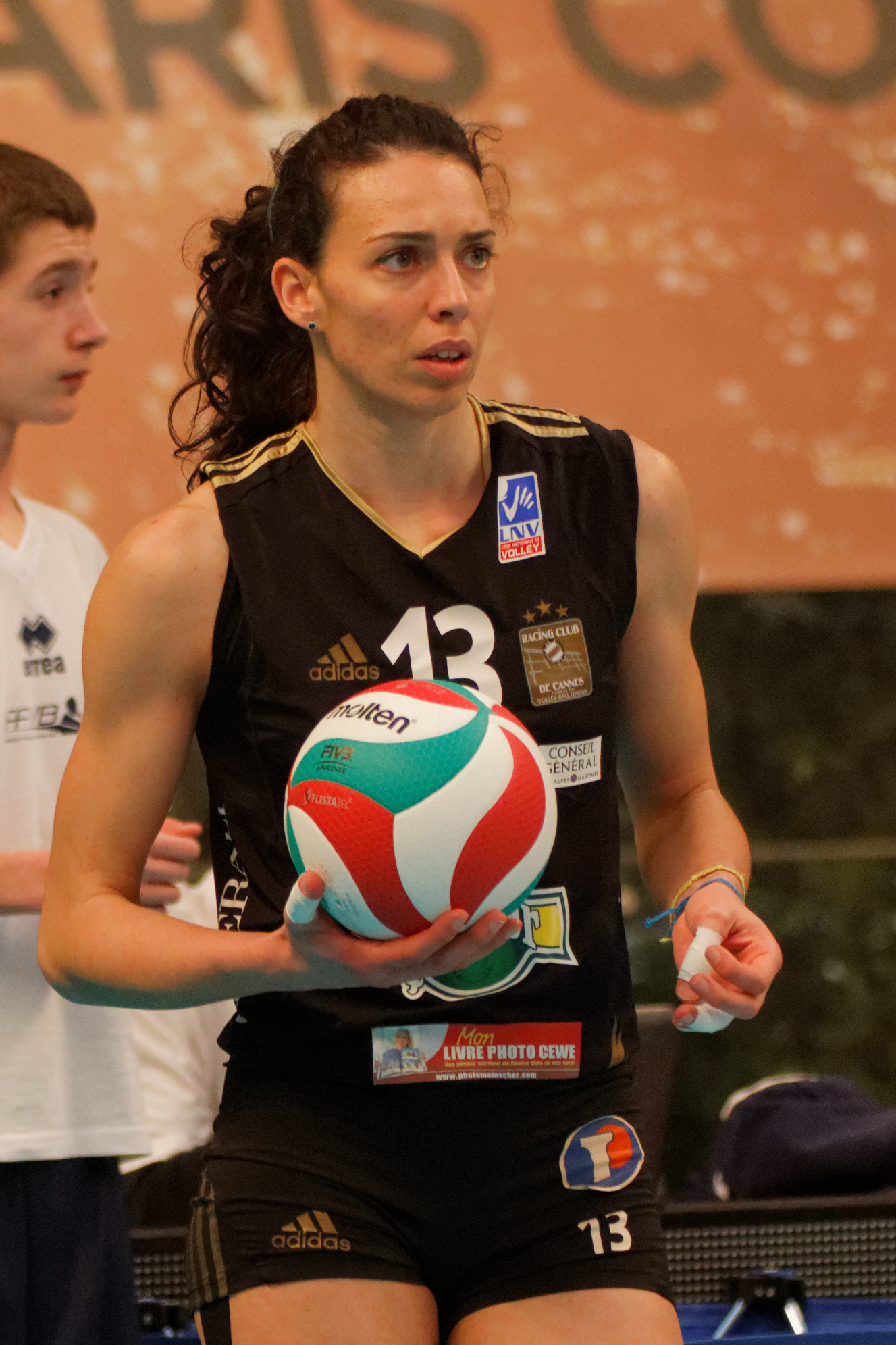
Надя Чентони
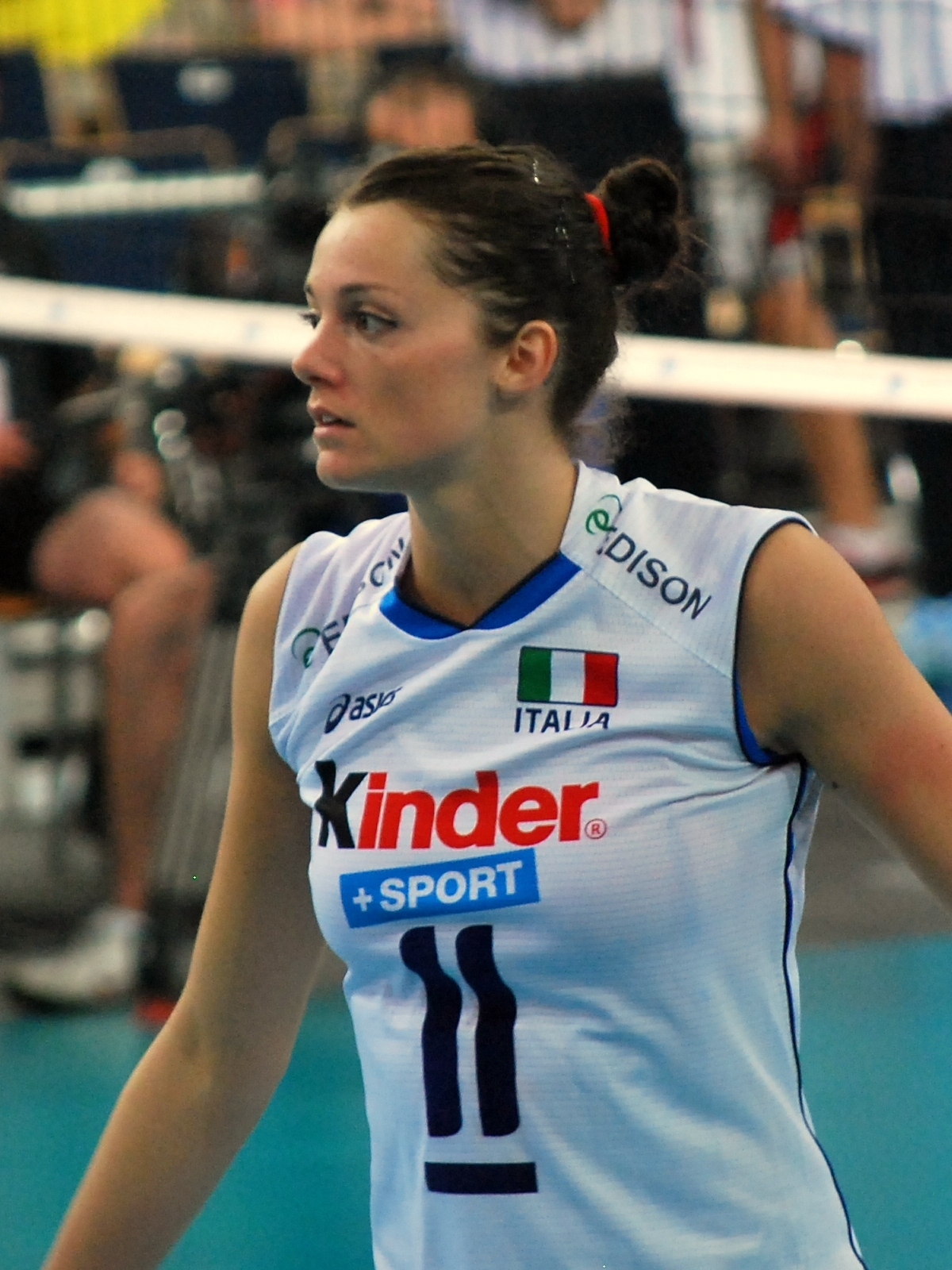
Серена Ортолани
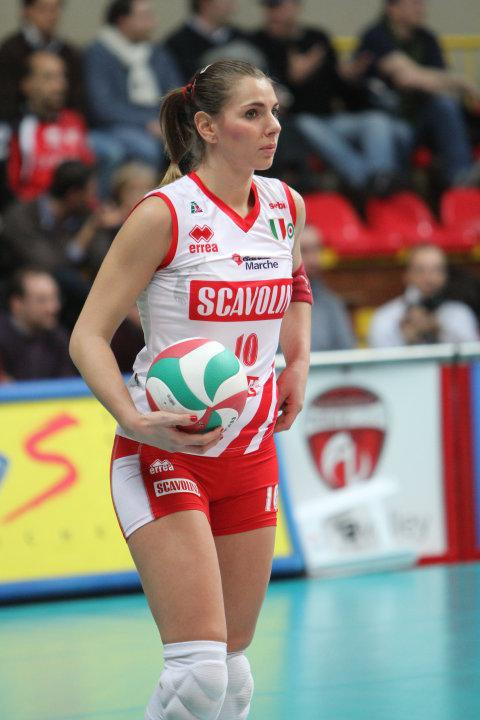
Франческа Ферретти
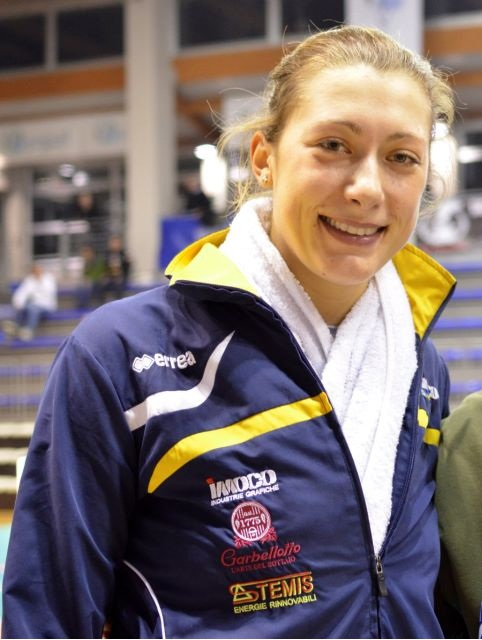
Валентина Фьорин
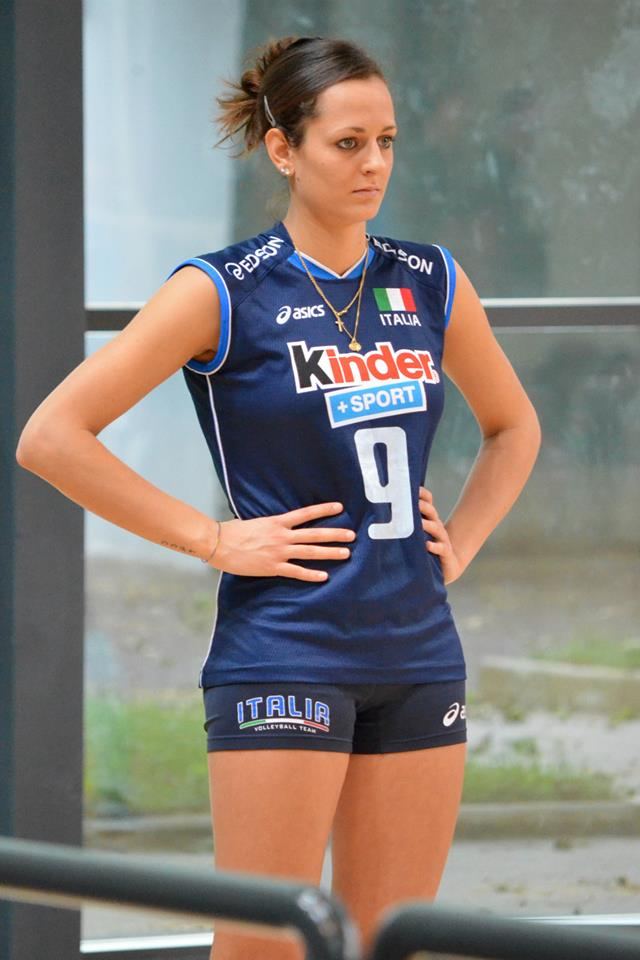
Катерина Бозетти
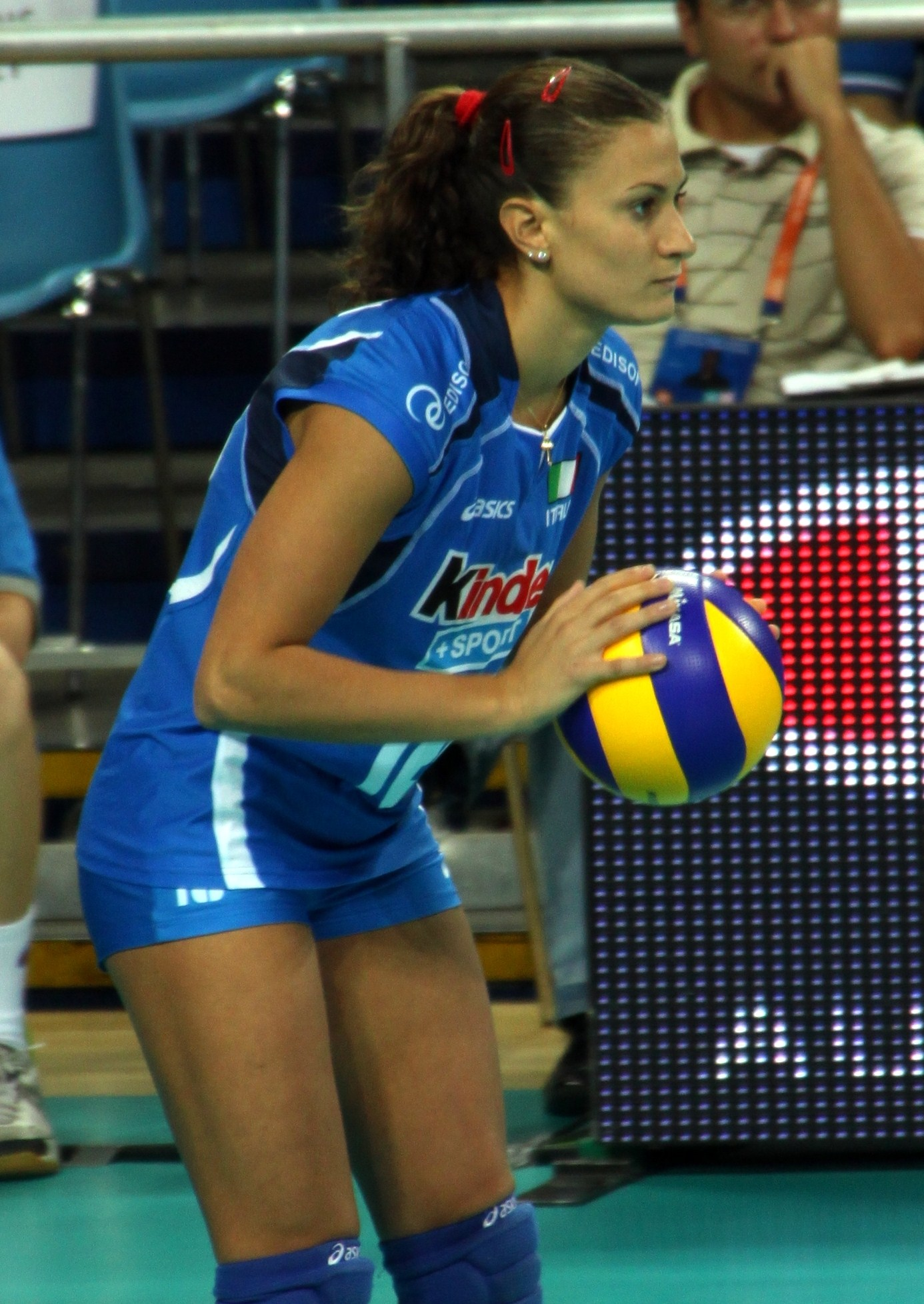
Лючия Бозетти
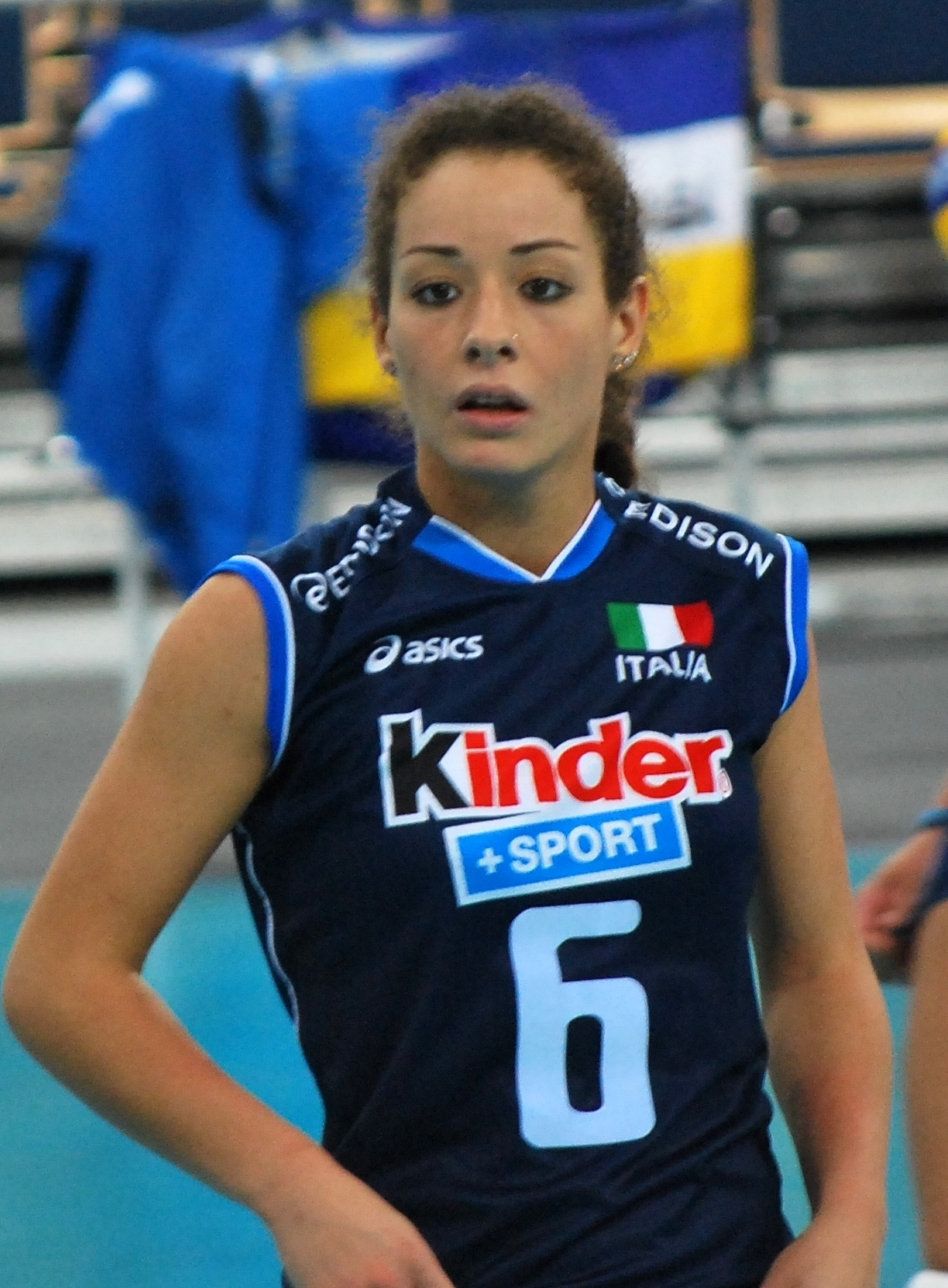
Моника Де Дженнаро
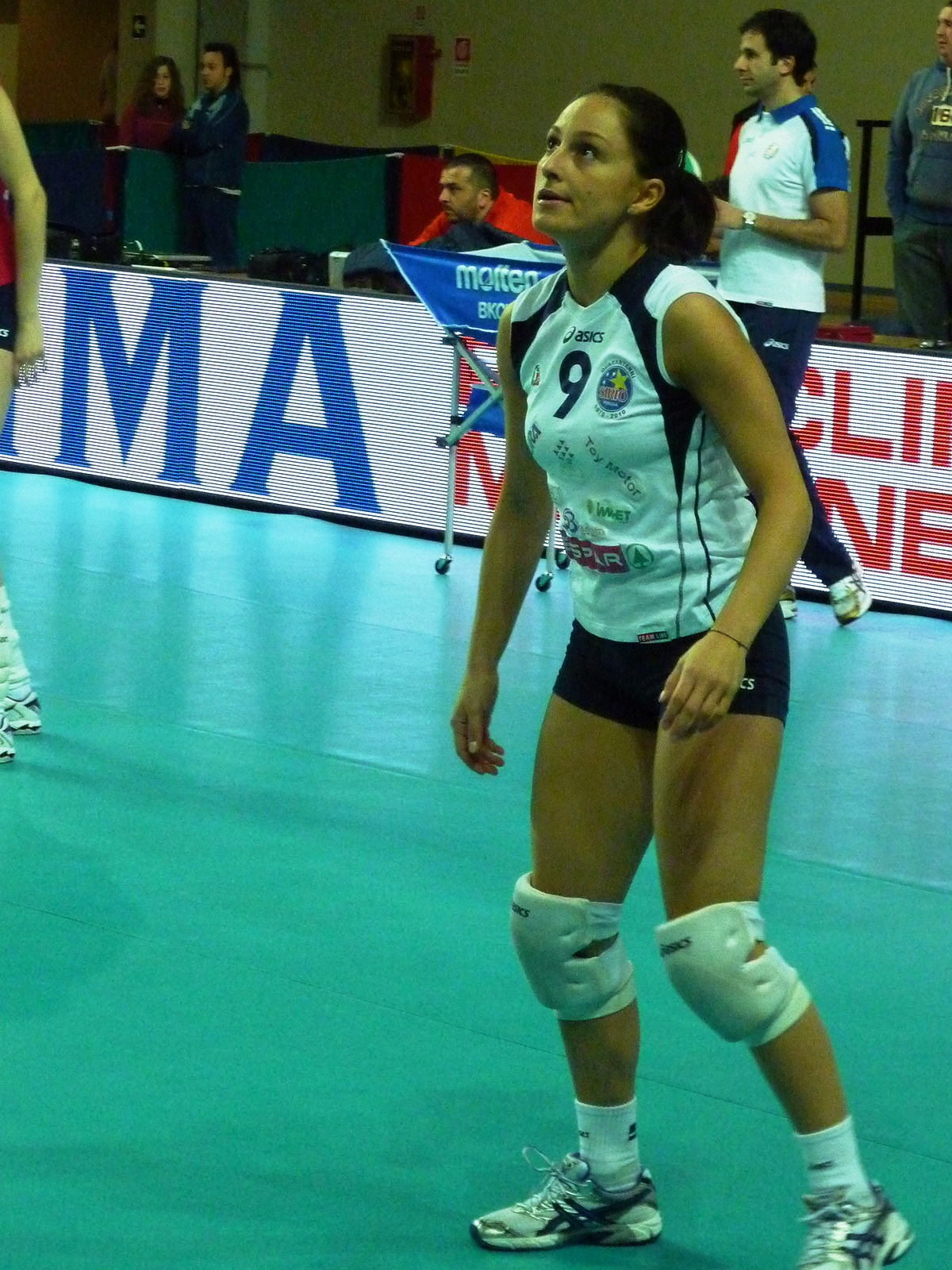
Кьяра Арканджели
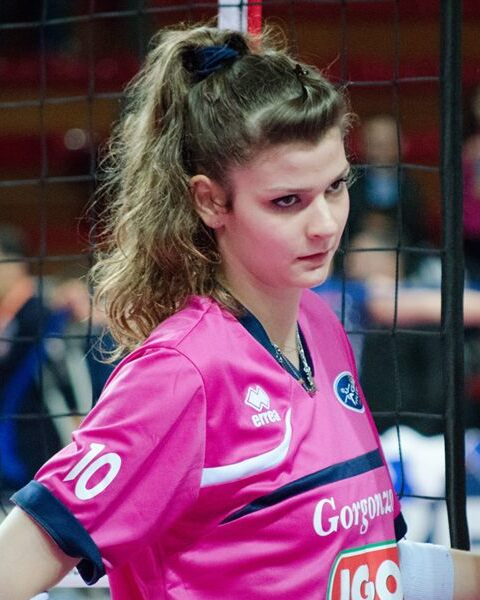
Кристина Кирикелла
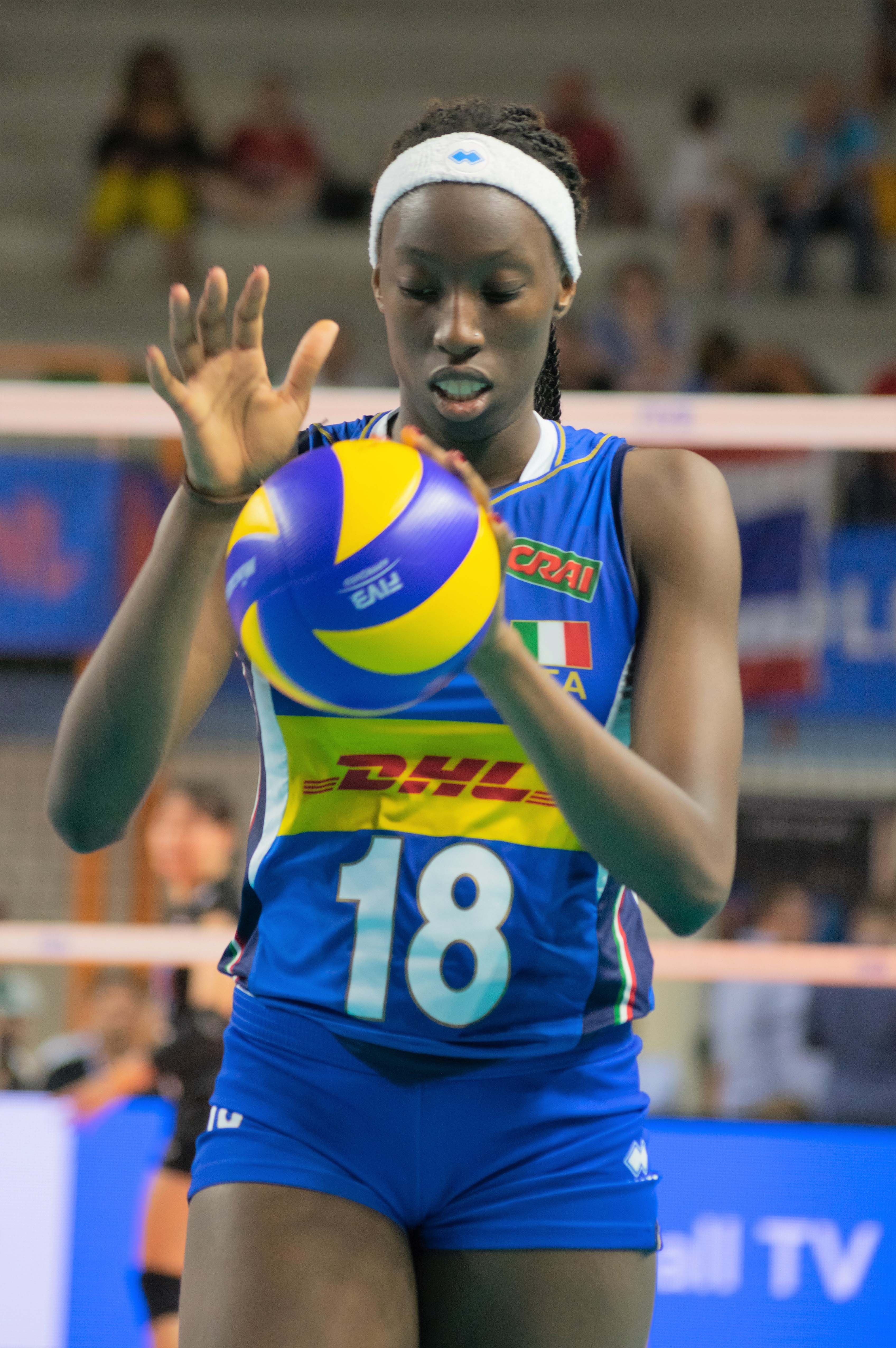
Паола Эгону
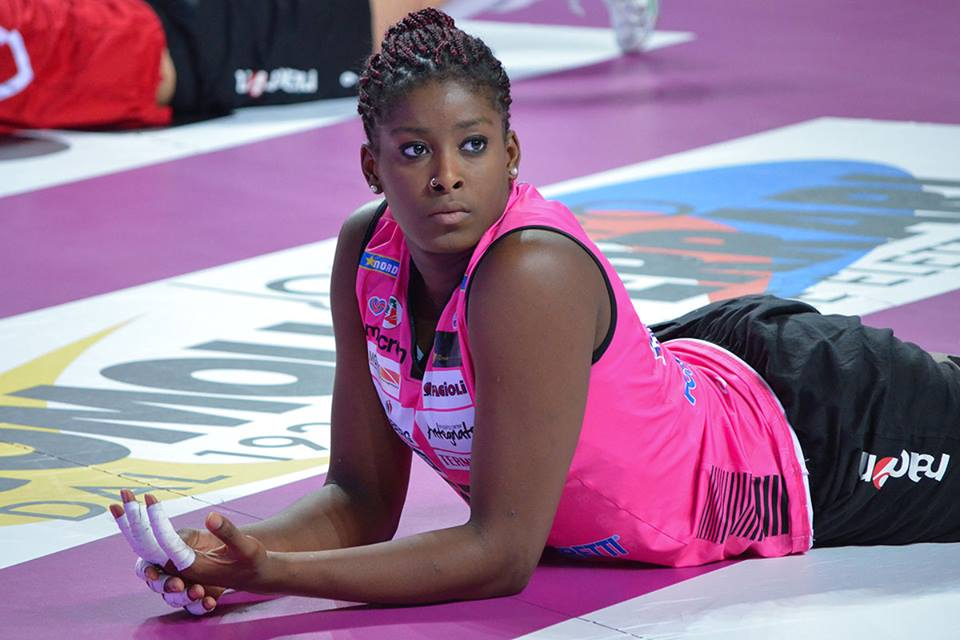
Мириам Силла
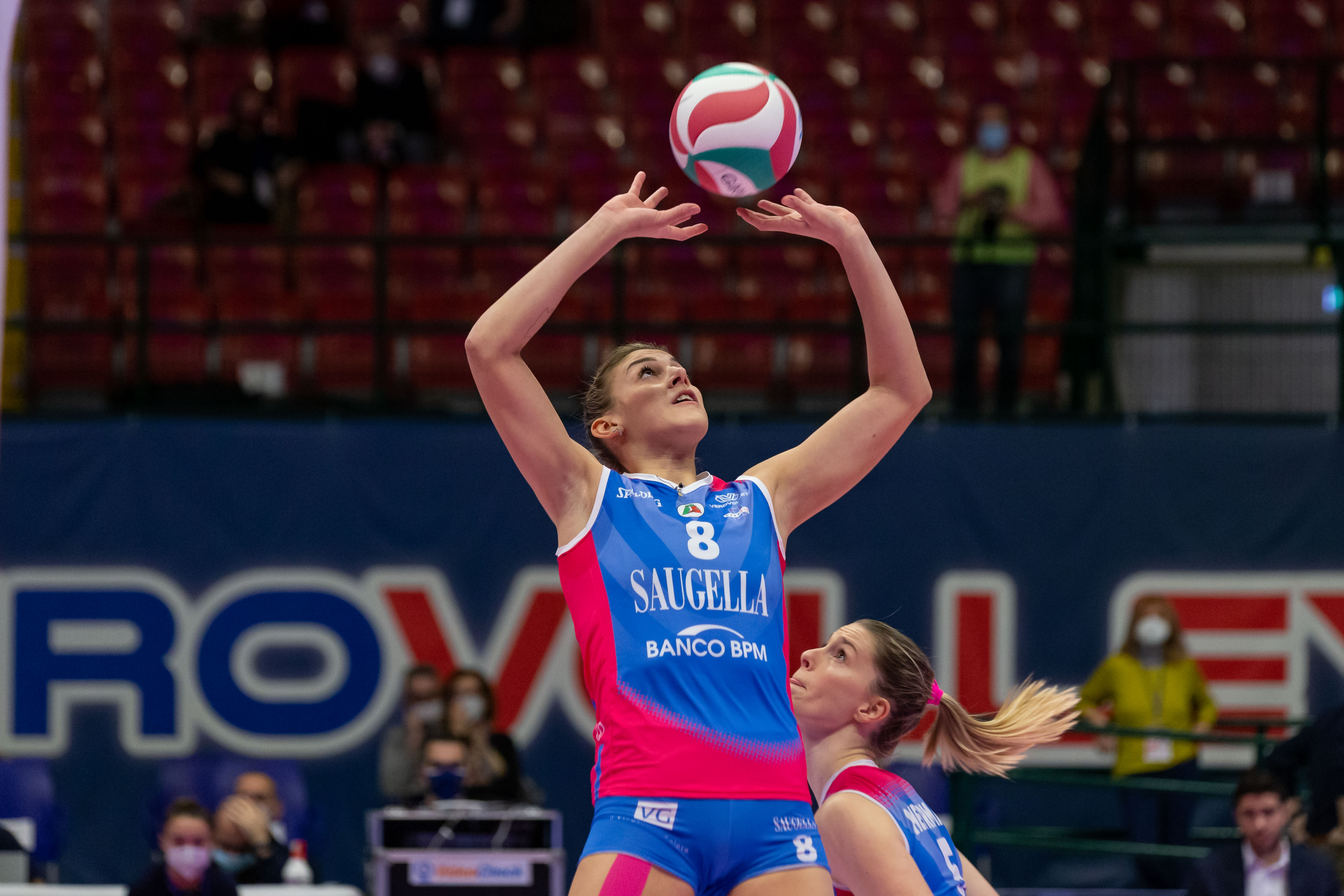
Алессия Орро